# Ruslan Barburoș
Ruslan Barburoș (Kisinyov, 1978. november 15. – Chișinău, 2017. január 29.) válogatott moldáv labdarúgó.

## Pályafutása

### Klubcsapatban
1994 és 1998 között az Agro Chișinău labdarúgója volt. Az 1998–99-es idényben a Sheriff Tiraspol csapatában szerepelt. A következő igényt az Agroban kezdte és az Energhetic Dubăsariban fejezte be. 2000 és 2003 között ismét a Sheriff játékosa volt, de 2001-ben kölcsönben szerepelt az Agro és a Haiduc-Sporting Chișinău csapataiban. A Sheriff együttesével három-három bajnoki címet és moldáv kupa-győzelmet ért el. Kétszer lett bajnoki gólkirály. 2003 és 2005 között az FC Tiraspol, a 2007–08 –as idényben a Beșiktaș Chișinău, 2009 és 2011 között az FC Costuleni labdarúgója volt.

### A válogatottban
2001-ben három alkalommal szerepelt a moldáv válogatottban és egy gólt szerzett.

## Sikerei, díjai
Sheriff Tiraspol
- Moldáv bajnokság
  - bajnok (3): 2000–01, 2001–02, 2002–03
- Moldáv kupa
  - győztes (3): 1998–99, 2000–01, 2001–02
  - gólkirály (2): 2000–01 (17 gól, Davit Mudzsirivel holtversenyben), 2001–02 (17 gól)